# Desisława Nikołowa
Desisława Nikołowa (ur. 21 grudnia 1991) – bułgarska siatkarka, reprezentantka kraju, grająca na pozycji przyjmującej. Od sezonu 2020/2021 występuje w drużynie Marica Płowdiw.

## Sukcesy klubowe
Mistrzostwo Bułgarii:
- 2018, 2021
- 2008, 2009

Mistrzostwo Austrii:
- 2010, 2011, 2012

Puchar Austrii:
- 2011

Puchar Bułgarii:
- 2018, 2021

Puchar Challenge:
- 2019

Mistrzostwo Ukrainy:
- 2020